# Theresa Serber Malkiel
Theresa Serber Malkiel (Bar, Governació de Podíl·lia, Imperi Rus, 1 de maig de 1874 - Nova York, 17 de novembre de 1949) va ser una influent activista laboral, feminista i sufragista, defensora dels drets de les dones a l'educació i ella mateixa educadora estatunidenca. Va ser la primera dona que va passar de la feina a la fàbrica a la direcció del Partit Socialista d'Amèrica (SPA). A la seva novel·la de 1910, The Diary of a Shirtwaist Striker, se li atribueix haver contribuït a reformar les lleis laborals de l'estat de Nova York. Com a cap del Comitè Nacional de la Dona del Partit Socialista d'Amèrica (SPA), va establir un Dia Nacional de la Dona anual que va ser el precursor del Dia Internacional de la Dona que coneixem actualment, vinculat a les reivindicacions laborals obreres. El 1911, mentre feia una gira de conferències pel sud d'Amèrica, va cridar l'atenció sobre el problema del supremacisme blanc dins del partit. Va dedicar els seus darrers anys a promoure l'educació d'adults per a dones treballadores.

## Primers anys
Theresa Serber va néixer a Bar, Governació de Podíl·lia, Imperi Rus (actual Bar, Oblast de Vinnitsia, Ucraïna) i era una de les set germanes de la família. Eren jueus, i perseguits a Rússia. Van emigrar als Estats Units d'Amèrica i es van establir al Lower East Side de la ciutat de Nova York el 1891. Theresa, de disset anys, va anar a treballar en una fàbrica de peces de vestir.

## Activisme
Poc després de la seva arribada a Nova York es va unir al Club de Treballadors Russos. El 1892, tres anys després d'arribar als Estats Units,  va organitzar el sindicat Infant Cloakmaker's Union de Nova York, amb un grup de dones majoritàriament jueves, i es va convertir en la seva primera presidenta. Durant els anys següents, va representar el seu sindicat als Cavallers del Treball, la Federació Central del Treball i els Oficis Hebreus Units. La seva exposició al radicalisme dels dos últims grups va reforçar les seves creences socialistes i el 1893 es va unir al Partit Socialista Obrer (SLP). Va ser membre activa de l'SLP durant sis anys, i representà el seu sindicat a la primera convenció de l'Aliança Socialista de Comerç i Treball.

El 1899 va deixar l'SLP i es va unir al Partit Socialista d'Amèrica (SPA). Malkiel creia que només el socialisme podia alliberar les dones i que el socialisme, al seu torn, no podria sobreviure sense la plena participació de les dones. En teoria, el partit socialista apostava per la igualtat de drets entre homes i dones, però a la pràctica no va fer cap esforç per arribar específicament a les treballadores i va mostrar poc interès per les seves inquietuds. Malkiel va concloure que les dones socialistes haurien de lluitar soles, sense els seus companys, en la seva pròpia batalla paral·lela per la igualtat. El seu assaig de 1909, «On ens trobem davant la qüestió de la dona?» expressa la seva frustració amb aquest estat de coses:
Perquè la obrera d'avui es troba entre dos focs —d'una banda, s'enfronta a la classe capitalista, el seu enemic més amarg; preveu un perill de gran abast en la seva emancipació i amb tota la capacitat del seu poder monetari intenta resistir la seva eventual arribada al món civilitzat. En la seva angoixa, la treballadora es gira cap als seus germans amb l'esperança de trobar enmig d'ells un fort suport, però està condemnada a quedar-se desil·lusionada, perquè desanimen la seva activitat i ells es mostren completament indiferents davant el resultat de la seva lluita.
El 1905, Malkiel va organitzar la Societat Progressista de Dones of Yonkers, que es va convertir en una branca de la Internacional Socialista de les Dones de Nova York. Encara que el partit socialista s'oposava oficialment al separatisme, Malkiel creia que una organització de dones era necessària per atraure dones al partit i com a terreny de pràctica per a les dones activistes. Les dones estaven cansades de les seves posicions limitades al partit com a «pastisseres i recaptadores de diners oficials», va dir. Mentrestant, va escriure fulletons de propaganda socialista i va publicar molts articles sobre el socialisme i la qüestió de la dona en revistes com ara Progressive Woman, Machinists' Monthly i International Socialist Review. També va col·laborar al New York Call, una revista socialista que va cofundar amb el seu marit.

### Comitè Nacional de Dones

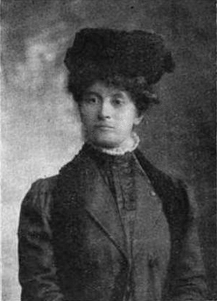
Theresa Malkiel (1909)

Malkiel va ser escollida com a membre del Comitè Nacional de Dones del partit socialista el 1909. Va ser delegada en diverses convencions, va fer campanya, va escriure pamflets i, com Rose Pastor Stokes, va ajudar a conscienciar sobre les preocupacions de les dones immigrants. Va establir clubs de sufragi dissenyats per atraure les dones treballadores i portar-les al partit. També va establir un Dia Nacional de la Dona anual, a partir del 28 de febrer de 1909, que va ser observat per diversos partits socialistes europeus així com per l'SPA. El Dia de la Dona va ser el precursor del Dia Internacional de la Dona que se celebra cada any el 8 de març.
El 1909, va treballar estretament amb la Women's Trade Union League (WTUL) per donar suport a la vaga de les camiseres de Nova York amb publicitat i recaptació de fons.

### The Diary of a Shirtwaist Striker
El 1910, Malkiel va publicar The Diary of a Shirtwaist Striker [El Diari d'una camisera vaguista], un relat de ficció sobre la vaga de les camiseres. Va descriure la vaga des del punt de vista d'una treballadora d'origen estatunidenc que inicialment desconfia dels seus companys de feina immigrants. Amb el temps s'hi acosta i pren consciència cada cop més de la necessitat de guanyar les urnes i de la vaga, i de la necessitat de més solidaritat entre treballadors i treballadores.
Després de l'incendi de la Triangle Shirtwaist Factory l'any següent, el llibre va atraure l'atenció del públic i va ajudar a desencadenar reformes legislatives. Els estudiosos posteriors van tendir a rebutjar el llibre com a propaganda. El 1990 va ser reimprès amb una introducció de la historiadora Françoise Basch, i va rebre crítiques positives d'Alice Kessler-Harris, Mari Jo Buhle i l'ILR Review.

### Gira pel sud d'Amèrica
Durant una gira de conferències pel sud d'Amèrica el 1911, Malkiel es va horroritzar en saber que els socialistes blancs practicaven la segregació racial. En una ciutat d'Arkansas, va ser convidada a parlar en una reunió de més d'un miler d'afroamericans, però els organitzadors del partit no ho van permetre. En una altra, el local socialista es va negar a permetre que els afroamericans s'hi incorporessin. En un esdeveniment a Mississipí, va pronunciar un discurs sota la pluja a un grup de socialistes afroamericans que pagaven quotes, als quals se'ls havia negat l'entrada a la sala de reunions local. El seu informe mordaç a, diari socialista New York Call va crear un enrenou:
Senyor, preserveu-nos d'aquesta mena de socialistes... No hem de predicar el socialisme als negres perquè els treballadors blancs són prou ximples com per permetre que els seus amos desvetllin prejudicis contra els seus companys de treball per mantenir-los dividits i que s'enfrontin els uns contra els altres.

### Altres activismes
El 1914, com a cap de la Campanya de Sufragi Socialista de Nova York, Malkiel va organitzar una reunió massiva al Carnegie Hall. El 1916 va ser una de les tres dones designades pel Comitè Executiu Nacional per viatjar per tot el país fent campanya pel sufragi. Tot i que el partit socialista s'oposava oficialment a cooperar amb organitzacions sufragistes com l'Associació Nacional pro Sufragi de la Dona, Malkiel va donar suport a la idea, estipulant que els socialistes sempre haurien de presentar les seves opinions des d'una perspectiva socialista. Desconfiava dels sufragistes benestants com Alva Belmont i va advertir de les distraccions amb la "falsa consciència" del feminisme burgès.
Malkiel va fer dues gires nacionals pel Partit Socialista durant la Primera Guerra Mundial, parlant sobre els drets de les dones i contra la implicació estatunidenca en la guerra. El 1920 es va presentar com a candidata a l'Assemblea de l'Estat de Nova York en la llista socialista i va ser derrotada per poc.

## Educació d'adults
Malkiel va passar les dues últimes dècades de la vida promovent l'educació per a dones immigrants i ajudant-les amb la naturalització. Va fundar l'Associació d'Estudiants Adults de Brooklyn i va dirigir les seves classes i les colònies d'estiu.

## Vida personal
Es va casar amb l'advocat i també socialista Leon A. Malkiel el 1900 i es va traslladar a viure a Yonkers. Va tenir una filla, Henrietta, el 1903. Encara que ja no era treballadora de fàbrica, va continuar compromesa amb la millora de la vida de les dones treballadores.

## Escrits seleccionats
- «Woman and the Socialist Party». The Socialist Woman, vol. I, 12, 5-1908.
- «Our Unfortunate Sisters». The Socialist Woman, vol. II, 18, 11-1908.
- «The Emancipation of Women». Machinists' Monthly Journal, vol. XXI, 1, 1-1909.
- «Where Do We Stand on the Woman Question?». International Socialist Review, vol. 10, 8-1909.
- «Which is Better for Women, the Woman Suffrage Movement, or the Socialist Party?». The Progressive Woman, vol. IV, 37, 6-1910.
- The Diary of a Shirtwaist Striker: A Story of the Shirtwaist Makers' Strike in New York.  New York: The Co-operative Press, 1910.
- «'Socialists' Despise Negroes in the South: 'Comrades' Refuse to Allow Colored Men in Meeting Halls or Party». The New York Call, 21-08-1911.
- «Child Labor». The Railroad Trainman, vol. XXX, 10, 10-1913.